# Joe Worsley (Volleyballspieler)
Joe Worsley (* 16. Juni 1997 in Moraga, Kalifornien) ist ein US-amerikanischer Volleyballspieler.

## Karriere
Worsley, dessen Vater und Bruder (Gage Worsley) ebenfalls Volleyball spielen, begann seine Karriere an der Campolindo High School in seiner Heimatstadt. Mit den US-Junioren gewann er 2014 die NORCECA-Meisterschaft und im folgenden Jahr nahm er mit dem Team an der Nachwuchs-Weltmeisterschaft teil. Von 2016 bis 2019 studierte er an der University of Hawaiʻi at Mānoa und spielte in der Universitätsmannschaft. 2019 nahm er mit der US-Nationalmannschaft am Pan American Cup teil. Danach wechselte er zum deutschen Bundesligisten VfB Friedrichshafen. Die Saisons 2021/22 und 2022/23 spielte Worsley bei dem Bundesligisten SVG Lüneburg. Dann wechselte er nach Frankreich zu Chaumont Volley-Ball 52.